# Provocante
 (janvier 2018).
Si vous disposez d'ouvrages ou d'articles de référence ou si vous connaissez des sites web de qualité traitant du thème abordé ici, merci de compléter l'article en donnant les références utiles à sa vérifiabilité et en les liant à la section « Notes et références ».
Provocante est la 5e chanson de l'album Tant qu'il y aura des enfants de l'auteure-compositeure-interprète québécoise Marjo (de son vrai nom Marjolaine Morin).
C'est une chanson qui fut longtemps n°1 au Québec et la plus connue de Marjo en carrière solo.